# Jöns Jakob Berzelius

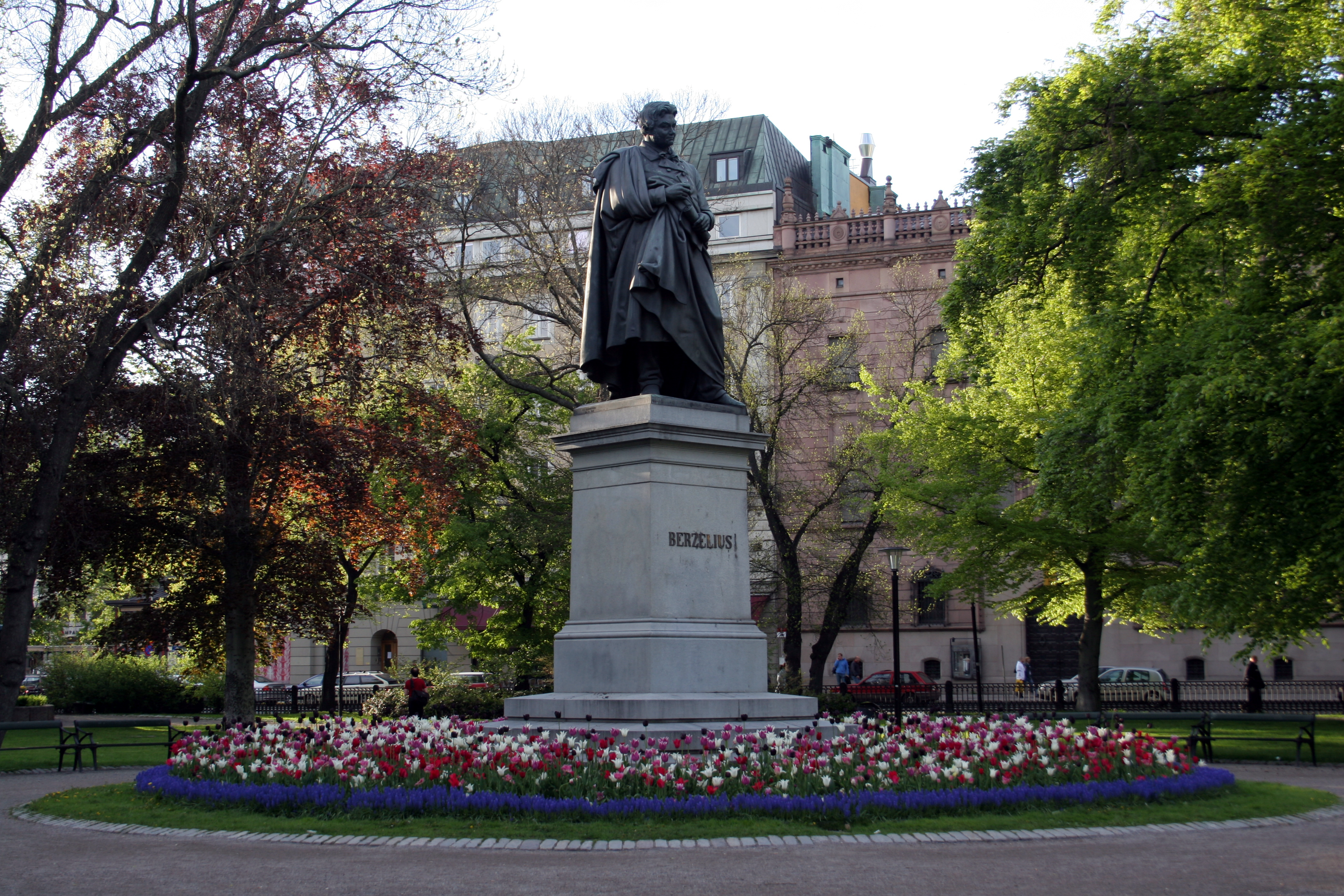
Statuia lui Berzelius în centrul parcului ce-i poartă numele, Berzelii Park, Stockholm

Jöns Jakob Berzelius (n. 20 august 1779, Väfversunda⁠(d), Comitatul Östergötland, Suedia – d. 7 august 1848, Adolf Fredriks parish⁠(d), Comitatul Stockholm, Suedia) a fost un chimist suedez, inventator al notației chimice moderne, membru fondator al chimiei moderne, alături de John Dalton și Antoine Lavoisier.
Berzelius a descoperit elementele siliciu, seleniu, thoriu și ceriu.  A fost ales membru al Academiei Regale de Științe a Suediei în 1808 și a devenit membru al Academiei Suedeze în 1837.
Berzelius a absolvit medicina la Universitatea Uppsala în 1802, devenind profesor, din 1807, în medicină și chirurgie, la Școala de Chirurgie din Stockholm. În 1810 școala a devenit o parte a Institutului Medico-Kirurgiska, predecesor al Institutului Karolinska, și Berzelius a fost numit profesor de chimie și farmacie. La puțin timp de la sosirea la Stockholm, el a scris un manual de chimie pentru studenții săi, acesta marcând începutul unei lungi și fructuoase cariere în chimie. În timp ce efectua experimente pentru manualul său, a descoperit legea proporțiilor constante, care arăta că substanțele anorganice sunt compuse din diferite elemente în proporție constantă cu greutatea lor. Pe baza acestei observații, în 1828 a creat un tabel cu masele atomice relative (cu oxigenul având valoarea 100) ale tuturor elementelor cunoscute atunci. Aceasta a reprezentat o confirmare puternică a ipotezei atomice: că compușii chimici anorganici sunt compuși din atomi combinați în cantități reprezentate prin numere întregi. Descoperind că masele atomice nu sunt multipli întregi ai masei hidrogenului, Berzelius a invalidat astfel Ipoteza lui Prout, care susținea că elementele sunt formate din atomi de hidrogen. În 1838, Berzelius a descoperit proteinele. Studenți lucrând în laboratorul lui Berzelius au descoperit de asemenea litiul și vanadiul.
Pentru a înțelege mai bine experimentele, el a creat un sistem de notații chimice în care elementelor le erau date denumiri simple, literale—precum O pentru oxigen, sau Fe pentru fier—și proporțiile erau desemnate prin numere. Acest sistem este baza sistemului utilizat astăzi, cu mici modificări.

## Biografie
Berzelius s-a născut la Väversunda, în Östergötland, din țara Suedia, la 20 august 1779. Acesta și-a pierdut ambii părinți încă de la o vârstă fragedă. În ciuda acestor fapte, el a fost îngrijit în continuare de către rudele sale din Linköpig, unde a învățat pe băncile școlii cunoscute astăzi sub denumirea de Katedralskolan.
Ulterior, el s-a înscris la Universitatea Uppsala, învățând între anii 1796 și 1801 pentru a deveni doctor.
Berzelius a fost învățat chimie de către Anders Gustaf Ekeberg, descoperitorul elementului chimic numit tantal. Mai târziu, el a lucrat ca ucenic într-o farmacie împreună cu un fizician.
În acest timp, el a realizat analize pentru apele de izvor. Datorită studiilor sale în domeniul medicinei, el a făcut studii cu privire la curentul galvanic la câteva boli și le-a licențiat în 1802.
După aceea, el lucrează cu un fizician lângă Stockholm. Între anii 1808 și 1836, Berzelius lucrează cu Anna Sundström, care a lucrat ca asistenta sa.
În 1807, Berzelius a fost numit profesor în chimie și farmacie la Institutul Karolinska.
În 1808, este ales membru al Societății Regale de Științe Suedeză. În acest timp, academia a ajut o perioadă de sedentarism, datorită venirii romantismului, astfel, lumea nu prea era interesată de știință.
În 1818, Berzelius a fost ales secretarul academiei/societății, menținându-și postul până în anul 1848. 